# Richard Pearce

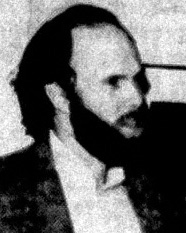
Ritratto fotografico di Richard Pierce (1976)

Richard Pearce (San Diego, 25 gennaio 1943) è un regista, sceneggiatore e produttore televisivo statunitense.

## Biografia
Nato in California, ha studiato Inglese alla Yale University, dove si è laureato nel 1965. Successivamente, dopo un periodo di lavoro come chitarrista, ha iniziato a lavorare nel cinema: è accreditato come direttore della fotografia nel documentario Hearts and Minds del 1974. Nel 1980 ha vinto l'Orso d'oro al Festival di Berlino con il film Heartland. Nello stesso anno ha sposato Lynzee Klingman. Nella sua carriera alterna e ha alternato l'attività di regista (sia televisivo che cinematografico) con quelle di sceneggiatore soprattutto per documentari e di produttore televisivo.

## Filmografia parziale

### Regista

#### Cinema
- Heartland (1979)
- A cuore aperto (Threshold) (1981)
- Country (1984)
- Nessuna pietà (No Mercy) (1986)
- La lunga strada verso casa (The Long Walk Home) (1990)
- Vendesi miracolo (Leap of Faith) (1992)
- A Family Thing (1996)

#### Televisione
- South Pacific (2001)